# Zijde (textiel)

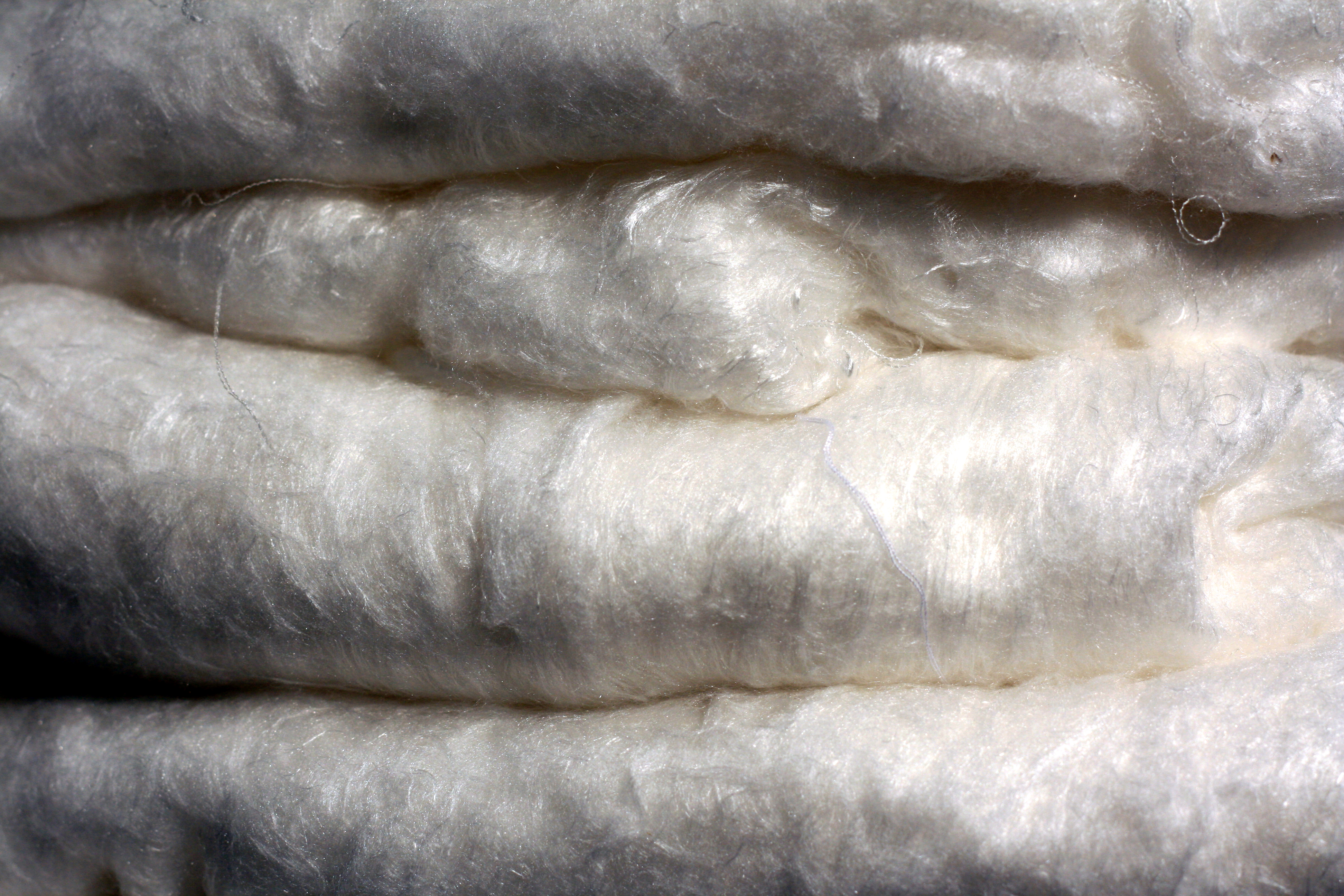
Zijde

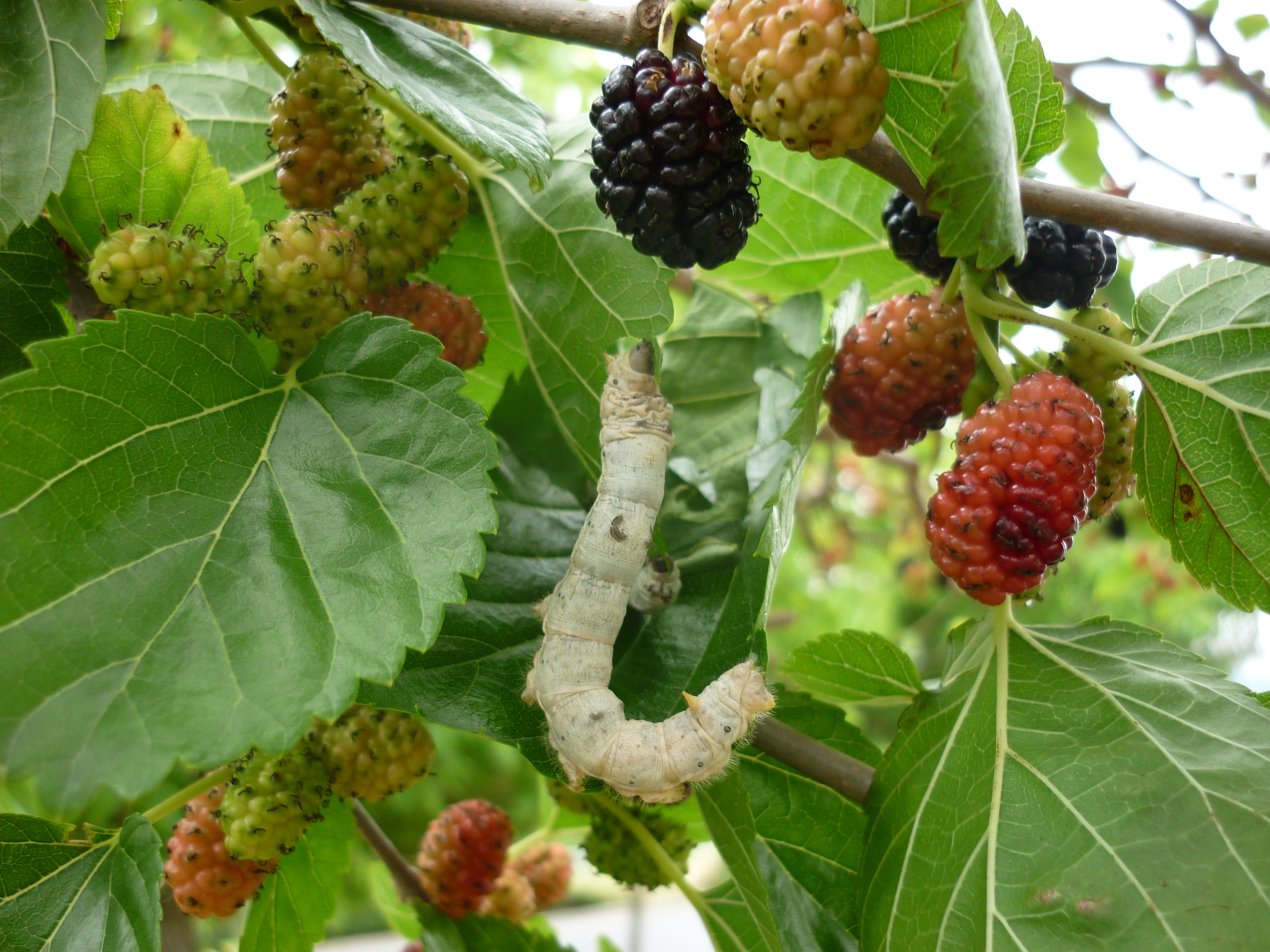
Zijderups op moerbeiblad. Planten uit het geslacht moerbei zijn de enige waardplanten van deze rups.

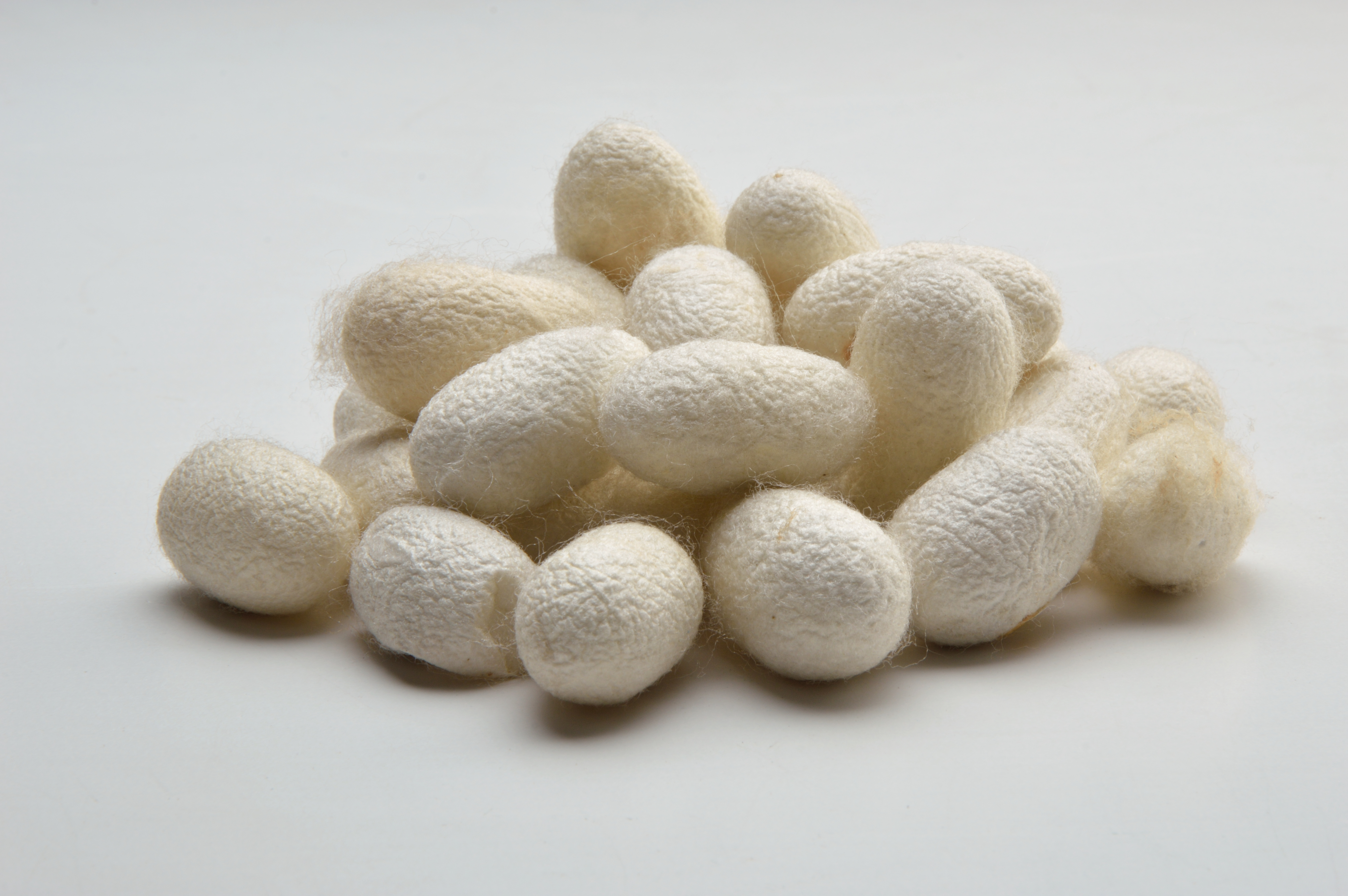
Cocons

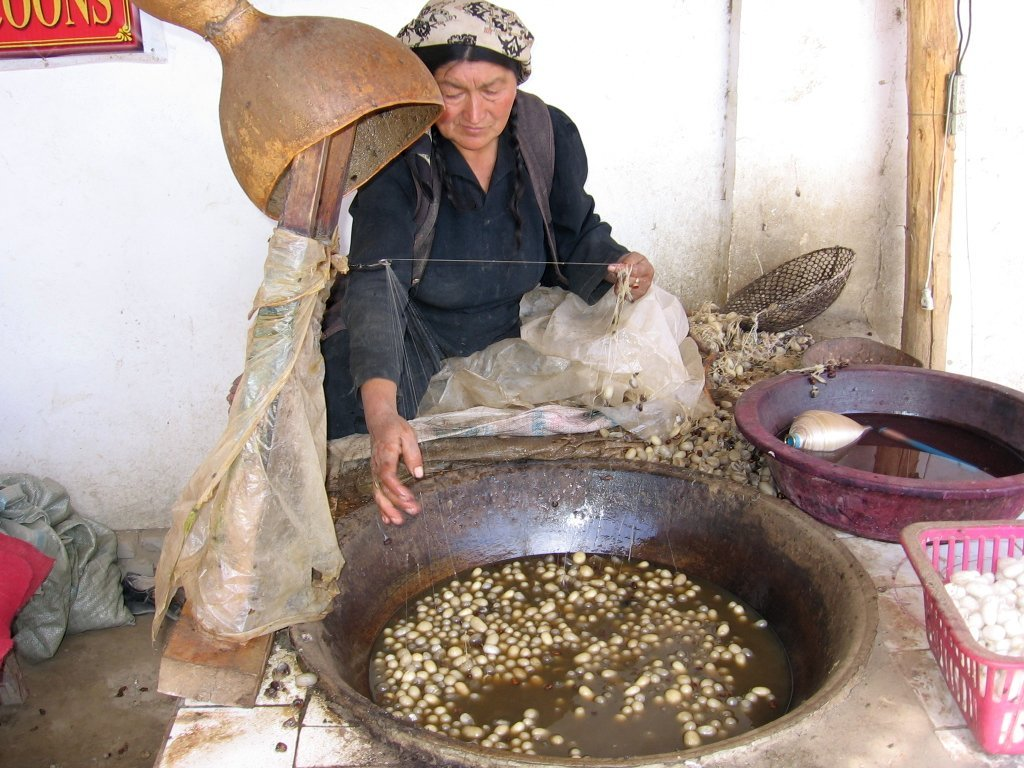
Zijdefabricage in Khotan

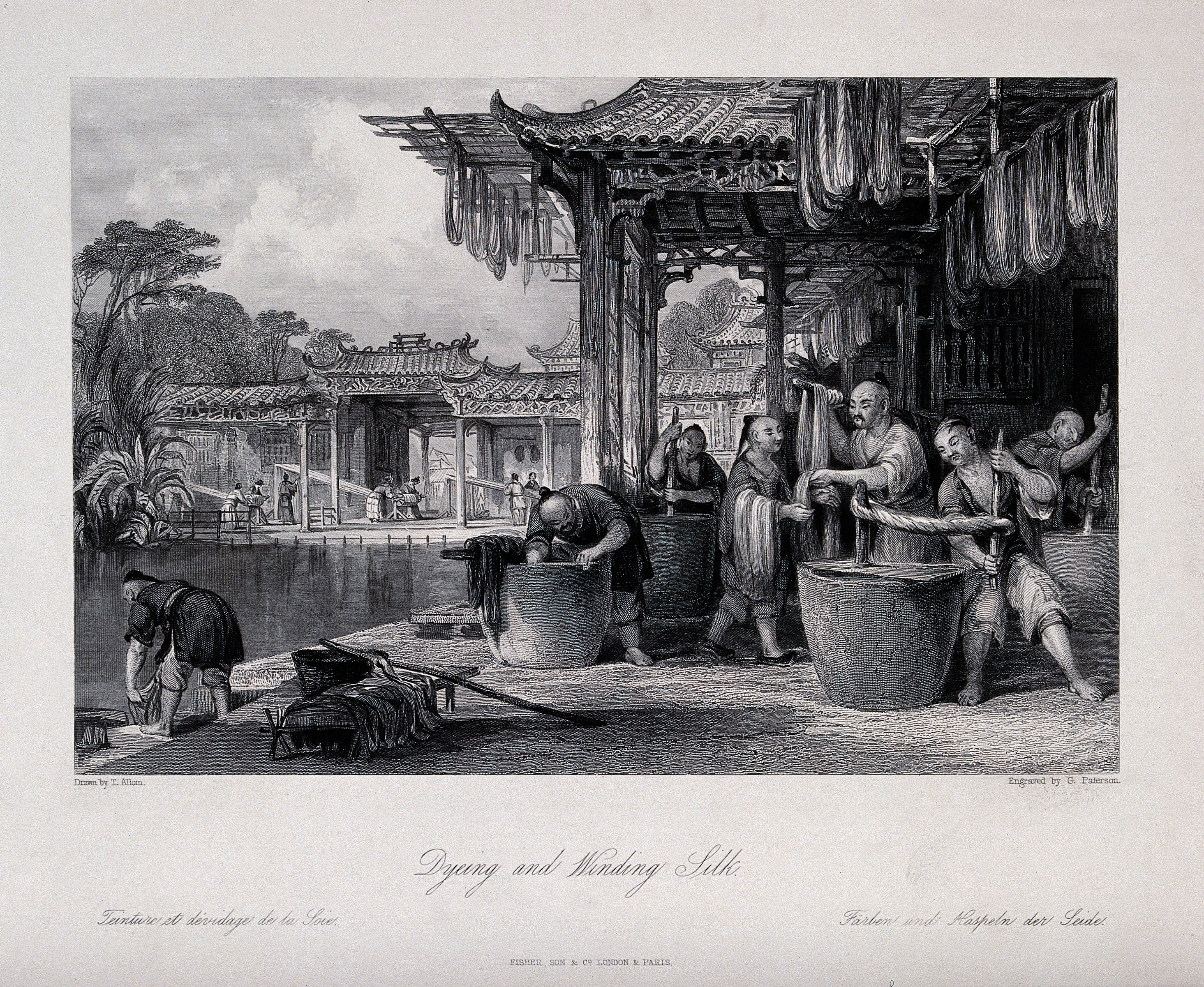
Chinese zijdewerkplaats, verven en opwinden, ca 1870 - Collectie Wellcome Trust, UK

Zijde is een natuurlijke substantie die wordt afgescheiden door bepaalde insecten en stolt bij contact met de lucht. Het bekendst voor haar productie is de zijderups (Bombyx mori), de larve van een vlindersoort. Er zijn ook bepaalde spinnen die geschikt zijn voor de zijdeteelt. Terwijl de rupsen er hun cocon mee maken, weven spinnen er hun web van. Zowel de textielvezel als het uiteindelijke textiel wordt aangeduid als zijde. Zijden weefsels zijn geliefd vanwege hun glans, souplesse en zachte textuur, maar de productie is kostbaar.
Zijde werd al in de oudheid en middeleeuwen van China naar Europa geëxporteerd, het transport verliep via handelaren die de waardevolle goederen te voet en per paard over ruim 6.000 kilometer vervoerden, de routes kregen in de 19e eeuw de naam zijderoutes.

## Kunstzijde
Uitvinders hebben geprobeerd om zijde te imiteren. Textielsoorten die erop lijken worden wel kunstzijde genoemd. Viscose is een voorbeeld, maar dit is een totaal andere stof dan natuurzijde. Met een eenvoudige brandproef kan achterhaald worden of iets echte zijde of kunstzijde is. Echte zijde brandt zeer slecht, zelfs wanneer het uit elkaar gepluisd is. De aangestoken zijdevezels doven zeer snel. De meeste kunstzijdes branden echter zeer goed en een aangestoken vezel zal snel opbranden. Hierdoor is het dragen van kleding bestaande uit deze stoffen gevaarlijk op een plek waar vuur is, zoals bij een kampvuur.

## Soorten
Soorten zijden stoffen
- ruwe zijde: zijde die wel geverfd, maar niet gekookt is
- wilde zijde: zijde van een ander insect dan de zijderups
- ahimsazijde: zijde waarbij de zijderupsen niet gedood worden tijdens de productie
- damastzijde
- kripzijde (verbastering van Crèpezijde)
- tafzijde
- samit
- doupionzijde

## Toepassingen
- Kleding
- Zijdeschildering

## Producenten
China en India zijn de grootste producenten van zijde.
In de onderstaande tabel worden de belangrijkste zijdeproducenten weergegeven in ton zijde per jaar, de peildatum is 2015 (bron: International Sericultural Commission).
| Belangrijkste producenten van zijde in de wereld | Belangrijkste producenten van zijde in de wereld |
| ------------------------------------------------ | ------------------------------------------------ |
| Land                                             | Zijde in ton per jaar                            |
| China                                            | 170.000                                          |
| India                                            | 28.523                                           |
| Oezbekistan                                      | 1200                                             |
| Thailand                                         | 690                                              |
| Brazilië                                         | 600                                              |
| Vietnam                                          | 450                                              |
| Noord-Korea                                      | 350                                              |
| Iran                                             | 120                                              |
| Bangladesh                                       | 44                                               |
| Japan                                            | 30                                               |
| Turkije                                          | 30                                               |

## Geschiedenis en musea
Italië was in de Middeleeuwen de belangrijkste Europese producent van zijde. Het eerste centrum om zijde te produceren in Italië was Catanzaro in de 11e eeuw. De zijde uit Catanzaro voorzag in de behoefte van bijna heel Europa en werd in Reggio Calabria verkocht aan Spaanse, Venetiaanse, Genuese en Hollandse handelaren. Vanaf de 16e eeuw werd Lyon het centrum van de Franse zijde-industrie.
Er zijn wereldwijd diverse gespecialiseerde zijdemusea. Daarvan was er één in Nederland gevestigd.
- Como, Italië—Opgericht in 1990.
- Grijpskerke, Nederland—Opgericht in 1994; Gestopt in 2014.
- Hangzhou, China—Nationaal Chinees zijdemuseum, opgericht in 1992.
- Largentière, Frankrijk.
- Macclesfield, Verenigd Koninkrijk.
- Okaya, Japan.
- Soufli, Griekenland.
- Tbilisi, Georgië.
- Yokohama, Japan—Opgericht in 1959.

## Taal
In de taal wordt zijde ook gebruik als aanduiding voor "waardevol" en/of "duurzaam", zoals:
- een zijden huwelijk, zie huwelijksverjaardag
- een zijden jubileum, zie jubileum

## Diervriendelijkheid

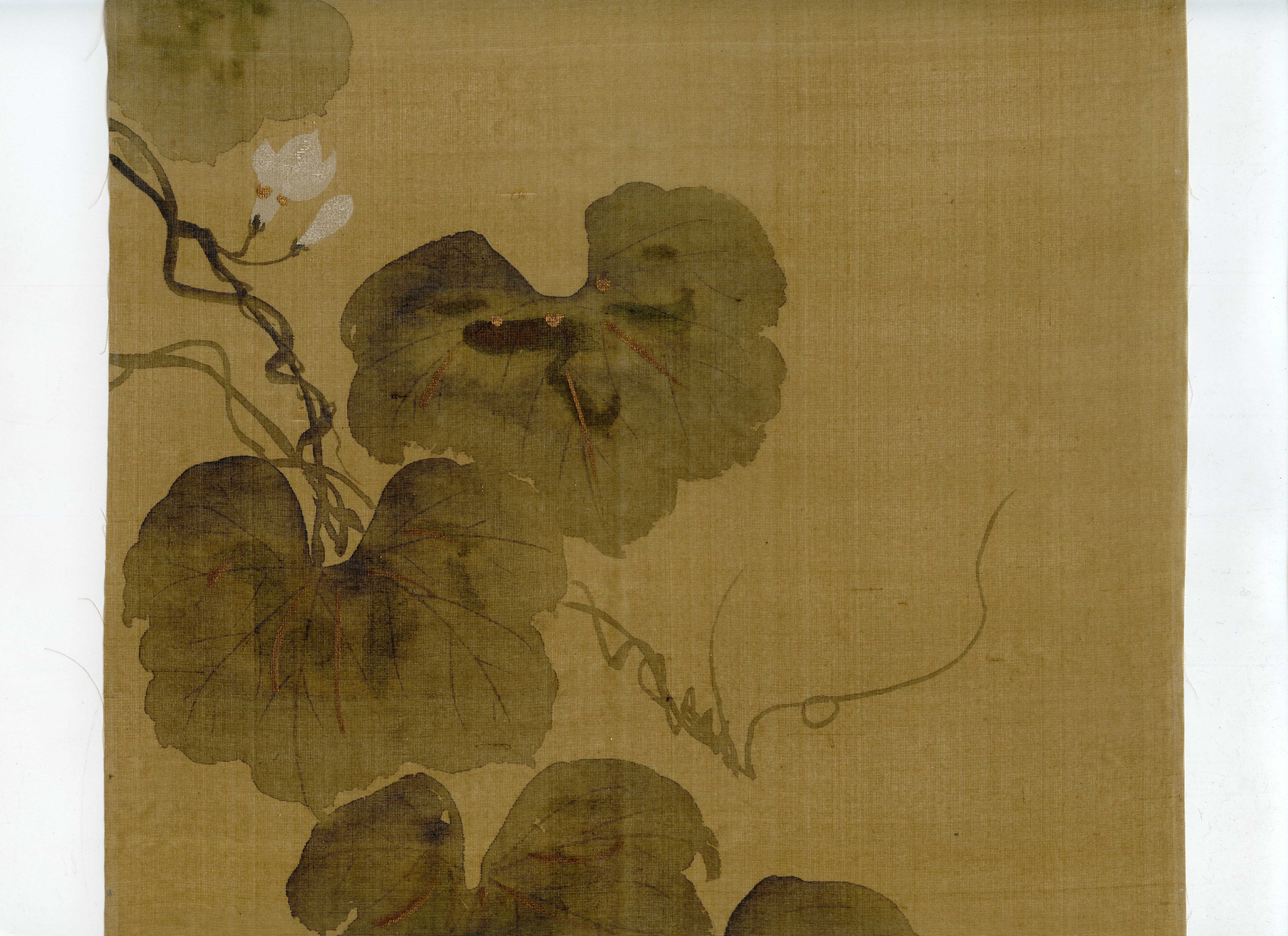
Schildering op zijde uit de 18e of 19e eeuw, waarschijnlijk van Sakai Hōitsu, een beroemde Japanse schilder uit de Rinpaschool.

### Tegen
Zijderupsen worden voor de zijdeproductie levend in hun cocon gekookt. Dit wordt bekritiseerd door dierenrechtenorganisaties die dan ook oproepen geen zijde te kopen of te dragen. Er bestaat een zijdesoort waarbij de pop niet wordt gedood. Men wacht dan tot de vlinder helemaal ontwikkeld is en uit de cocon breekt. De lege cocons worden vervolgens verzameld. Een nadeel is dat dit arbeidsintensiever is en dus de prijs van diervriendelijke zijde opdrijft.